# Itahipeus brasilicola
Itahipeus brasilicola är en stekelart som beskrevs av Christer Hansson och Lasalle 2003. Itahipeus brasilicola ingår i släktet Itahipeus och familjen finglanssteklar. Inga underarter finns listade i Catalogue of Life.